# Northern Star Resources
Northern Star Resources er et australsk guldmineselskab med hovedkvarter i Perth. Northern Star Resources (NSR) blev etableret i december 2003 for at udforske og udvikle minedrift i Western Australia og blev samtidig børsnoteret på Australian Securities Exchange.